# Yakubu Abubakar Akilu
Yakubu Abubakar Akilu (født 14. marts 1989) er en nigeriansk fodboldspiller, der spiller for FC Midtjylland.
Akilu er 174 cm høj, vejer 70 kg og spiller på midtbanen. Han blev rykket op i klubbens førsteholdstrup i vinterpausen 2007-08. Før han kom til Danmark, spillede han for FC Ebedei i hjemlandet.